# 참여연대
참여연대(參與連帶, People's Solidarity for Participatory Democracy)는 대한민국의 시민 단체이다. 1994년 9월 10일 ‘참여와 인권이 보장되는 민주사회 건설’을 목표로 창립되었다. '참여'는 국가권력의 남용과 재벌의 횡포, 그 밖의 모든 권리 침해를 용납하지 말고 시민 스스로의 힘으로 권리와 정의를 찾아 나서자는 뜻을 담고 있다. '연대'는 학연, 지연, 국경을 넘어 공익과 정의를 위해 협력하되 특히 사회적 약자와의 연대를 뜻한다.

## 단체의 개요
참여연대는 정치, 경제 권력의 남용과 횡포를 견제하고 고발하는 권력 감시 활동과 시민의 정치적, 경제적 권리를 확대하고 참여를 제도화하기 위한 종합적인 정책방안을 연구하고 제시하는 대안 제시 활동을 병행한다. 더불어 시민참여 문화를 확산하고 참여민주주의를 위한 시민주체를 형성하기 위한 시민교육 활동도 지속적으로 해오고 있다. 이를 위해 2009년 3월 시민교육기관 '아카데미느티나무'의 문을 다시 열고 "삶의 희망, 실천의 방향을 찾는 사람들에게 새로운 물을 붓는 시민교육공간이 되겠다"고 포부를 밝혔다.
참여연대는 다양한 운동방식을 통해 시민의 힘이 사회를 개혁할 수 있다는 것을 입증했으며, 한국사회에 필요한 제도 도입을 제안하거나 개선하는 데 힘을 쏟았다. 2004년에는 국제연합 경제사회이사회(ECOSOC) 협의 지위를 취득해 유엔 회의에 참가해서 발언할 수 있게 되었다.
1998년부터 정부로부터 일절 지원을 받지 않고 회원들의 회비와 후원금으로 재정을 마련해왔고, 세 가지 재정 원칙(회비 우선의 원칙⋅정부 지원금 거부의 원칙⋅비의존 원칙)에 따라 매월 수입⋅지출 내역을 홈페이지에 투명하게 공개하고 있다. (참여연대 홈페이지 살림살이 공개)
2025년 3월 기준으로 1만 9천여 명의 회원을 가진 한국의 대표적 시민단체로, '시민의 힘이 세상을 바꾼다'는 기치로 참여·연대·감시·대안 4대 활동원칙에 따라 11개의 활동기구(의정감시센터, 사법감시센터, 행정감시센터, 민생희망본부, 사회복지위원회, 노동사회위원회, 경제금융센터, 조세재정개혁센터, 평화군축센터, 국제연대위원회, 공익제보지원센터)와 4개의 부설기관(공익법센터, 참여사회연구소, 아카데미 느티나무,청년참여연대)이 활동하고 있다.
"오랜 산고 끝에 우리는 새로운 사회의 지향점을 '참여'와 '인권'을 두 개의 축으로 하는 희망의 공동체 건설로 설정하였습니다. 우리는 '참여 민주 사회와 인권을 위한 시민연대(약칭 참여 연대)'가 여러 시민이 함께 모여, 다 같이 만들어 가는 공동체의 조그마한 밑거름이 되기를 바라마지 않습니다. 모두가 힘을 합쳐 새로운 시대, 참여와 인권의 시대를 만들어 갑시다."— 『참여연대 창립 선언문』, 1994.9.10. 中

회원 동향 및 시사/시민사회 이슈를 다루는 '참여사회'(1997년~), 복지문제를 이슈화하고 관련 정보를 사회복지 종사자들과 일반 시민들에게 제공하는 '월간 복지동향'(1998년~)을 발행하고 있으며, 2002년부터는 학술잡지 '시민과 세계'(잡지열람 DBpia)를 발행하고 있다.(2021년 상반기호부터 등재지로 인정)
더불어 참여연대 대표 뉴스레터 '참견레터', 검찰 감시 뉴스레터 '끄의세계'를 정기적으로 발행하고 있다.
참여연대는 참여연대 출신의 일부 인사들이 정치권에 진출하거나 정책 자문을 위해 정부 거버넌스에 참여하는 것과 관련해 정관과 내규 등에 임원과 상근자의 정치 활동 원칙과 기준을 두어 특정 정치세력에 종속되지 않고 정치적 독립성을 지키기 위해 노력하고 있다. 참여연대 관련 거짓/왜곡/비방에 대한 대응 모음(2023년 6월 기준))

## 간략한 연혁
1990년대는 87년 6월 항쟁으로 군사 독재 정권이 막을 내리고 제도적 민주주의가 진전된 시기였다. 그러나 이는 형식적인 민주주의일 뿐 여전히 많은 한계들이 드러나기 시작했다. 개발독재와 재벌위주 성장이 낳은 부실, 정경유착, 정치권과 관료들의 부정부패와 관료주의가 만연했다. 시민들의 권리의식은 높아지는데 정작 직접 참여할 제도와 관행은 미흡했다.
새로운 시대의 참된 민주주의의 내실을 채우기 위해서는 과거와는 다른 운동 방식이 필요하다는 문제 의식을 가진 조희연 등의 진보적 학자들, 박원순 등의 인권 변호사 그룹, 김기식 등의 학생 운동 출신 등을 주축으로 1994년 9월 10일, 10명의 상근자와 300여 명 회원들이 참여연대를 출범시켰다.
창립 이래 사법개혁운동, 부정부패척결운동, 국민생활최저선 확보운동, 재벌개혁소액주주운동, 작은권리찾기운동, 정치개혁을 위한 낙천낙선운동 등을 전개하였고, 2000년대 이후부터는 평화군축운동, 노동권보장운동, 조세재정개혁운동 등으로 활동 분야를 넓혀왔다.
특히 창립 이래 검찰감시와 개혁을 위한 활동을 펼쳐온 참여연대는 이명박 정부 시기(2008년) 높아지는 검찰개혁 요구에 발맞춰 검찰 인사와 수사, 수사 관련 주요 정책을 정리한 '검찰보고서'를 매년 발간하고 있다. (문재인정부 5년 검찰보고서 보기, 윤석열정부 검찰⁺보고서 2023, 윤석열정부 2년 검찰⁺보고서 2024)

2024년에는기후위기 대응과 빅테크 감시 활동의 새로운 시작을 알렸다. 기후위기 대응 활동은 기존의 연대활동을 넘어 시민과 당사자의 참여를 보장하고, 사회적 약자의 피해를 최소화하는 ‘정의로운 전환’이 이뤄지도록 활동과 대응 체계를 마련하겠다고 선언했다. 또한 참여연대가 그동안 해온 플랫폼 기업 불공정거래⋅독점화 문제 대응과 정보인권보호 활동에서 한발 더 나아가 디지털 기술과 빅테크 기업 감시 활동을 강화하겠다고 밝혔다.
“변화의 열쇠는 참여와 연대입니다. 시민의 참여와 연대만이 후퇴하는 민주주의와 무너지는 삶을 다시 일으킬 희망입니다. 우리 모두와 지구 모든 존재가 긴밀히 연결되어 있고 서로 영향을 주고받고 있다는 감각을 회복하지 않으면 위기를 해결할 수도, 진정한 전환을 이룰 수도 없습니다. 시민의 참여로 더 나은 사회로 향하는 길을 열겠습니다. 서로를 연결하고 보살피는 연대로 앞으로 나아갈 힘을 만들겠습니다.”

- 『창립 30주년 선언문』, 2024.9.10. 中

## 주요 활동
참여연대는 일상적인 감시 활동을 통해 부정부패나 잘못된 관행, 인식 등을 개선하기 위한 다양한 활동을 한다. 행정⋅사법⋅입법⋅사정 기관 등 정치 권력과 재벌⋅대기업 등 경제 권력의 권력 남용과 불법을 고발하고 저지하는 한편, 민주주의 발전을 위한 정치 개혁과 시민참여 확대를 위한 활동도 펼친다. 그 밖에도 시민의 기본권 옹호, 사회적 소수자와의 연대, 민생⋅노동⋅돌봄 등 시민의 삶과 밀착한 문제를 해결하기 위한 활동 등을 하고 있다.
- 국회, 행정부, 사법부 등 국가권력과 대기업, 재벌 등 경제권력에 대한 일상적인 감시 활동
- 권력남용 및 부정부패 고발, 공익소송, 입법활동 등 다양한 제도 개선 활동
- 시민들의 삶과 직결된 민생문제의 공론화와 해결을 위한 다양한 캠페인
- 국방정책/예산에 대한 감시, 한반도 평화 정착을 위한 제안 활동, 아시아 국가들의 민주주의와 평화를 위한 국제연대 활동
- 공익신고자 지원, 공익변호사 양성 등 공익적 가치와 인프라 확대를 위한 활동
- 참여민주주의 실현을 위한 대안 정책 연구와 생산, 출판, 토론 활동
- 참여민주주의 실현을 위한 다양한 시민 교육 프로그램의 개발과 제공
- 기후위기 대응과 빅테크 감시 활동

## 대표적 캠페인 성과
- 1994년-1999년 : 국민생활최저선 확보 운동 *1999년 국민기초생활보장법 제정
- 1994년-현재 : 공익제보자지원운동 *2010년 제1회 공익제보자의 밤⋅의인상(현 올해의 공익제보자상) 제정, 2011년 의인기금 출범
- 1995년-현재 : 검찰, 법원 개혁 등 사법개혁운동 *1999년 특별검사제, 2007년 국민참여재판, 로스쿨법 제정
- 1996년-2001년 : 부정부패 척결을 위한 맑은사회만들기운동 *2001년 부패방지법 제정
- 1997년-2005년 : 재벌개혁을 위한 소액주주 운동 *제일은행, 삼성전자 등 주주대표 소송 승소
- 1998년-2002년 : 예산감시를 위한 정보공개운동 *2001년 서울시 구청장 판공비 정보공개소송 승소
- 2000년 : 부패정치인 낙천낙선운동 *대상자 86명 중 59명 낙선
- 2000년 : 삼성그룹 이건희 회장 장남 증여세 탈루 국세청 과세 촉구 릴레이 1인 시위(100일간)
- 2000년-현재 : 상가세입자 보호 운동 *2001년 상가임대차보호법 제정
- 2000년 : 김포공항소음피해 1만인 집단 공익소송 제기 * 2005년 승소
- 2001년 : 이동통신요금인하 백만인 서명운동 *표준요금 8.3% 인하
- 2002년 : 청소년 아르바이트 권리 찾기 힘내라! 알바 캠페인
- 2003년-현재 : 공직자의 재정적 이해 충돌 방지 활동 *2005년 백지신탁제도 도입 *2015년 부정청탁금지법 제정, 2021년 공직자이해충돌방지법 제정
- 2003년 : 정전 50년 “평화를 이야기 합시다” 캠페인
- 2003년-2007 : 이라크 파병반대 운동
- 2004년 : 최저생계비로 한달나기 희망UP 캠페인 *2010년 2차 캠페인
- 2006년-2012년 : 한미FTA 반대 운동
- 2007년-현재 : 3대 가계부담(주거ㆍ교육ㆍ의료) 완화 운동 *현재 교육비ㆍ주거비ㆍ통신비ㆍ이자폭리 등 4대 가계부담 완화 운동으로 확대
- 2008년 : 광우병 위험 미국산 쇠고기 수입반대 촛불 행동
- 2008년-2020년 : 대학 교육비 경감 운동 *2011년 반값등록금 촉구 1인 시위 424일 진행, 2019년부터 국공립 대학 순차적으로 폐지, 2023년 사립대 입학금 폐지
- 2009년-2010년 : 서울광장 조례개정 10만인 서명 운동 * 2010년 서울광장 신고제 사용 조례 개정
- 2009년-현재 : 중소상인살리기, 갑질근절 운동 * 2010년 중소상인보호법 등 관련법 다수 제정
- 2009년-현재 : 시민교육 기관 ‘아카데미느티나무’ 운영
- 2009년-현재 : 검찰보고서 발간과 검찰감시 DB <그사건 그검사> 구축
- 2010년-2020년 : 천안함 진상조사를 위한 정보공개운동
- 2010년-2011년 : 친환경 무상급식 풀뿌리 국민연대 활동
- 2011년-현재 : 유권자 표현의 자유 확대 캠페인 * 2012년 인터넷·SNS 선거운동 상시허용 선거법 개정, 2022년 선거법 93조 등 독소조항에 대한 헌법불합치 및 위헌 결정
- 2011년-현재 : 세계군축행동캠페인
- 2012년 : 생활임금 제도 도입 운동 *서울시 노원구, 성북구 최초 도입 이후 각 지자체 확산
- 2012년 : 참정권 확대를 위한 투표시간 연장, 선거일 유급휴일 보장 캠페인
- 2013년-2018년 : 용산화상 도박장 추방 운동 * 2017년 폐쇄 결정
- 2014년-현재 : 세월호 참사 진상과 책임규명 활동
- 2015년-현재 : 청년참여연대 창립
- 2016년-2017년 : 박근혜 퇴진 비상국민행동 활동 * 청와대 행진 금지처분 취소 소송 승소
- 2017년 : 다스 비자금 의혹 관련 이명박 전 대통령 고발과 진상 규명 캠페인
- 2017년-현재 : 삼성바이오로직스 분식회계 등 삼성 이재용 부회장 불법 승계 대응 활동
- 2018년 : 국회 등 정부기관 특수활동비 실태 공개 *5개 기관 폐지 및 다수 기관의 특활비 축소
- 2019년 : 국민연금의 대한항공 주주권 행사 촉구 및 소액주주 운동 *조양호 회장 연임 안건 부결
- 2019년 : 선거법 개정, 공수처법 처리 촉구 캠페인 *준연동형 비례제 도입·만18세 투표권 도입 *2021년 고위공직자범죄수사처 출범
- 2020년 : 세입자 권리 보호하는 주택임대차보호법 개정
- 2020년-2023년 : 한반도 종전 평화 캠페인 *2022년 한겨레통일문화상 특별상 수상, *2023년 10월 한반도 전쟁 반대와 평화 실현을 요구하는 전 세계 20만 명의 서명을 모아 유엔⋅한국⋅미국⋅중국 정부에 전달
- 2020년-2023년 : 코로나19 위기 극복을 위한 사회안전망 대책 촉구 활동
- 2021년 : LH공사 직원들의 사전투기 의혹 발표 및 공익감사청구#
- 2021년 : 돌봄의 국가 책임을 높이는 사회서비스원법 제정
- 2021년-현재 : 코로나19 피해 자영업자 손실보상 법제화⋅공공병원 확충 캠페인
- 2021년 : 중대재해기업처벌법 제정 *2022년 중대재해 없는 세상만들기 운동본부 발족
- 2021년-현재 : 미얀마 민주주의를 위한 연대 활동
- 2022년-현재 : 온라인플랫폼 갑질과 독점 근절 위한 활동
- 2022년-현재 : 폭우참사 주거취약계층 위한 재난대책 요구 활동
- 2022년-현재 : 대통령실 투명UP 프로젝트 *대통령실 직원명단 비공개 취소소송제기⋅대통령실 이전 불법 의혹 국민감사청구, 대통령실 운영규정 비공개 취소소송 제기(2024.3.15. 승소), 윤석열 대통령 부부 ‘명품 수수’ 사건 국민권익위원회 신고
- 2022년 : 대통령관저 100m 집회금지, 공직선거법 93조 등 헌법불합치 결정
- 2022년-현재 : 10.29 이태원 참사 책임자 처벌과 진상규명 활동
- 2023년-현재 : 전세사기⋅깡통전세 문제 해결을 위한 시민사회대책위원회 출범, 전세사기특별법 개정 운동  (전세사기 특별법 2023년 6월 제정, 2024년 9월 개정)
- 2023년-현재 : 팔레스타인과 연대하는 한국 시민사회 긴급행동
- 2023년-현재 : 해병대 故 채 상병 사망 사건 수사 외압 윤석열 대통령 등 공수처 고발
- 2024년-현재 : '윤석열즉각퇴진·사회대개혁 비상행동' 활동
- 2024년 : 윤석열 정부 2년 감사원 보고서 발표
- 2024년 : 쿠팡, 카카오모빌리티 공정위 제재·과징금 부과 결정
- 2024년 : 2019년 과학기술정보통신부를 대상으로 제기한 5G 서비스 이용약관 인가신청자료(5G 원가 관련 자료) 정보공개거부처분취소 소송 최종 승소

## 공익 소송
참여연대는 ‘세상을 바꾼 공익소송 10선’을 비롯해 100여 건이 넘는 다양한 공익소송을 진행해 수십 건이 넘게 승소했다. 이런 공익소송을 통해 논쟁적 화두를 던짐으로써 인권을 보호하고 우리 사회의 모순을 해소하는 데 일조했다. 더불어 공익소송에서 질 경우 상대방의 소송비용까지 물어야 하는 ‘패소자부담주의’ 제도를 개선하기 위한 캠페인을 진행하고 있다.
- 김포공항 주변 주민들이 국가 상대 소음피해에 대한 2차 집단적 청구소송 (2002.07.29,승소)
- 선거시기 인터넷상 표현의 자유 침해하는 선거법 93조1항 등 헌법소원 (2007.09.04, 한정위헌결정)
- 서울광장 경찰차벽 통행제지 헌법소원 (2009.07.20, 위헌결정)
- 강제적 인터넷실명제 위헌소송 (2010.01.25,위헌결정)
- 주경복 전서울시교육감후보 7년간이메일압수수색 국가 상대 손배소 (2010.10.12,일부승소)
- 이동통신사에 대한 통신자료제공내역 공개청구 및 손해배상청구 (2013.04.29, 일부승소)
- 국회앞 100미터 내 집회 전면금지 조항 헌법소원 (2013.09.26, 헌법불합치결정)
- 방송통신위원회의 RTV(시민방송)에 대한 제재조치명령 취소소송 (2013.11.27,승소)
- 국가정보원의 ‘패킷감청’에 대한 헌법소원 공동변론 (2016.03.30, 헌법불합치결정)
- 2016년 10월~2017.1 박근혜퇴진 국민대행진에 대한 경찰의  금지처분 집행정지 가처분 소송 (2016.11.11, 인용결정)
- SKT 개인정보 가명처리(이용자 동의없이 개인정보를 가명처리만 하면 기업들의 상업적 연구 목적으로 활용하거나 제3자에게 제공할 수 있도록 허용) 정지 요구 항소심(2023.1.9. 1심 승소, 2023.12.20. 승소)
- 용산 대통령실 앞 집회금지 처분 취소소송(2023.1.12. 1심 승소, 2024.1.24. 2심 승소, 2024.6.27. 최종 승소)

공익소송 제도 개선에 대한 카드뉴스
- 1편. 공익소송도 돈 있어야 하나요?
- 2편. 공익소송, 우리사회에 꼭 필요해요
- 3편. 돈때문에 공익소송 포기할 순 없어요

## 활동기구 목록
- 사법감시센터 - 검찰, 법원, 변호사를 바로 세웁니다. 그사건그검사DB, 변호사징계정보
- 의정감시센터 - 국민이 뽑은 국회의원, 국민이 감시합니다. 열려라국회
- 공익제보지원센터 - 불의에 저항하는 공익제보자를 지원합니다
- 행정감시센터 - 공직사회 부패와 권력남용을 감시합니다
- 공익법센터 - 공익소송으로 인권과 민주주의를 지킵니다
- 경제금융센터 - 공정하고 민주적인 경제질서를 위해 활동합니다
- 민생희망본부 - 서민이 행복한 사회를 위해 민생 대안을 제시합니다
- 사회복지위원회 - 시혜가 아닌 권리로서의 복지를 만들어갑니다, 월간복지동향 발행
- 조세재정개혁센터 - 조세 정의 구현을 위해 활동합니다
- 노동사회위원회 - 차별 없는 노동을 위해 노동정책 대안을 제시합니다
- 평화군축센터 - 한반도 평화를 위해 비핵군축 운동을 합니다
- 국제연대위원회 - 국경을 넘어 인권과 민주주의를 위해 함께합니다
- 청년참여연대 - 지속가능한 세상을 위해 청년이 즐거운 변화를 만듭니다
- 참여사회연구소 - 대안 정책의 생산과 공론화를 위해 활동합니다
- 아카데미느티나무 - 시민과 함께 진보ㆍ인문ㆍ행복을 공부합니다